# Parantica pumila
Parantica pumila är en fjärilsart som beskrevs av Jean Baptiste Boisduval 1859. Parantica pumila ingår i släktet Parantica och familjen praktfjärilar. IUCN kategoriserar arten globalt som livskraftig. Inga underarter finns listade i Catalogue of Life.